# Walderada
Walderada (* 530, † im 6. Jahrhundert) war die Tochter des Königs der Langobarden, Wacho aus der Dynastie der Lethinger. Sie wuchs in der pannonischen Tiefebene auf und heiratete um das Jahr 554 den Frankenkönig Theudebald. Als dieser 555 gestorben war, ehelichte Walderada um 555 Chlothar I., Theudebalds Nachfolger und Großonkel. Von diesem wurde sie jedoch verstoßen, da die Kirche gegen die Ehe Einspruch erhob.
Danach nahm der erste bekannte Bayernherzog, der Agilolfinger Garibald I. Walderada zur Frau. Mit ihm hatte sie vier Kinder: Tassilo I., Gundoald, Grimoald I. und Theudelinde.